# Donde solían cantar los dulces pájaros
Donde solían cantar los dulces pájaros (titulada en inglés Where Late the Sweet Birds Sang) es una novela de ciencia ficción escrita por la estadounidense Kate Wilhelm. La publicó en 1976 la editorial Harper & Row. Fue galardonada con el premio Locus a mejor novela de ciencia ficción y con el premio Hugo en la misma categoría en las ediciones de 1977.